# Rafael Márquez
Rafael Márquez Álvarez (Zamora, 13. veljače 1979.) je meksički umirovljeni nogometni branič i bivši član meksičke nogometne reprezentacije. S reprezentacijom je osvojio Kup Konfederacija 1999. godine.

## Vanjske poveznice
- Profil na Transfermarktu
- Profil na Soccerwayu